# Dutch Open 2025 - Doppio
Il doppio del torneo di tennis professionistico Dutch Open 2025, facente parte della categoria Challenger 75 nell'ambito dell'ATP Challenger Tour 2025, si è giocato dal 14 al 20 luglio a Bunschoten, nei Paesi Bassi. Tra le coppie partecipanti erano assenti Marcelo Demoliner e Guillermo Durán, i detentori del titolo.
In finale Michael Geerts e Tim Rühl hanno sconfitto Mats Hermans e Mick Veldheer con il punteggio di 7–5, 7–6(4).

## Teste di serie
1. Victor Vlad Cornea /  Sergio Martos Gornés (quarti di finale)
2. Filip Duda /  Neil Oberleitner (quarti di finale)

1. Mats Hermans /  Mick Veldheer (finale)
2. Nam Ji-sung /  Seita Watanabe (quarti di finale)

## Wildcard
1. Gijs Brouwer /  Jelle Sels (ritirati)

1. Manvydas Balciunas /  Abel Forger (primo turno)

## Ranking protetto
1. Ignacio Carou /  Mark Vervoort (primo turno)

## Alternate
1. Alex Barrena /  Nicolás Kicker (primo turno)

1. Dax Donders /  Stian Klaassen (primo turno)

## Tabellone

### Legenda
| - Q = Qualificato - WC = Wild card - LL = Lucky loser | - ALT = Alternate - SE = Special Exempt - PR = Protected Ranking | - w/o = Walkover - r = Ritirato - d = Squalificato |

|  | Primo turno | Primo turno                             | Primo turno                             | Primo turno | Primo turno |  |  | Quarti di finale | Quarti di finale                        | Quarti di finale                | Quarti di finale                        | Quarti di finale                        |   |     | Semifinali | Semifinali              | Semifinali              | Semifinali                 | Semifinali                 |   |    | Finale | Finale | Finale | Finale | Finale |  |
|  |             |                                         |                                         |             |             |  |  |                  |                                         |                                 |                                         |                                         |   |     |            |                         |                         |                            |                            |   |    |        |        |        |        |        |  |
|  | 1           | VV Cornea S Martos Gornés               | VV Cornea S Martos Gornés               | 6           | 6           |  |  |                  |                                         |                                 |                                         |                                         |   |     |            |                         |                         |                            |                            |   |    |        |        |        |        |        |  |
|  |             | C Lock T Loof                           | C Lock T Loof                           | 3           | 2           |  |  | 1                | VV Cornea S Martos Gornés               | VV Cornea S Martos Gornés       | 4                                       | 64                                      |   |     |            |                         |                         |                            |                            |   |    |        |        |        |        |        |  |
|  |             | M Geerts T Rühl                         | 6                                       | 3           | [10]        |  |  |                  | M Geerts T Rühl                         | M Geerts T Rühl                 | 6                                       | 7                                       |   |     |            |                         |                         |                            |                            |   |    |        |        |        |        |        |  |
|  |             | G Blancaneaux C Tabur                   | 0                                       | 6           | [5]         |  |  |                  |                                         |                                 |                                         |                                         |   |     |            | M Geerts T Rühl         | M Geerts T Rühl         | 7                          | 6                          |   |    |        |        |        |        |        |  |
|  | 4           | J-s Nam S Watanabe                      | J-s Nam S Watanabe                      | 6           | 6           |  |  |                  |                                         |                                 | D Dutra da Silva M Pucinelli de Almeida | D Dutra da Silva M Pucinelli de Almeida | 5 | 2   |            |                         |                         |                            |                            |   |    |        |        |        |        |        |  |
|  | Alt         | A Barrena N Kicker                      | A Barrena N Kicker                      | 1           | 4           |  |  | 4                | J-s Nam S Watanabe                      | 3                               | 6                                       | [7]                                     |   |     |            |                         |                         |                            |                            |   |    |        |        |        |        |        |  |
|  |             | D Dutra da Silva M Pucinelli de Almeida | D Dutra da Silva M Pucinelli de Almeida | 6           | 6           |  |  |                  | D Dutra da Silva M Pucinelli de Almeida | 6                               | 3                                       | [10]                                    |   |     |            |                         |                         |                            |                            |   |    |        |        |        |        |        |  |
|  | PR          | I Carou M Vervoort                      | I Carou M Vervoort                      | 2           | 3           |  |  |                  |                                         |                                 |                                         |                                         |   |     |            | Michael Geerts Tim Rühl | Michael Geerts Tim Rühl | 7                          | 7                          |   |    |        |        |        |        |        |  |
|  | WC          | M Balciunas A Forger                    | 4                                       | 6           | [2]         |  |  |                  |                                         |                                 |                                         |                                         |   |     |            |                         | 3                       | Mats Hermans Mick Veldheer | Mats Hermans Mick Veldheer | 5 | 64 |        |        |        |        |        |  |
|  |             | M Mansilla Díez B Pujol Navarro         | 6                                       | 2           | [10]        |  |  |                  | M Mansilla Díez B Pujol Navarro         | M Mansilla Díez B Pujol Navarro | 3                                       | 5                                       |   |     |            |                         |                         |                            |                            |   |    |        |        |        |        |        |  |
|  |             | P Kaukovalta P Niklas-Salminen          | P Kaukovalta P Niklas-Salminen          | 5           | 5           |  |  | 3                | M Hermans M Veldheer                    | M Hermans M Veldheer            | 6                                       | 7                                       |   |     |            |                         |                         |                            |                            |   |    |        |        |        |        |        |  |
|  | 3           | M Hermans M Veldheer                    | M Hermans M Veldheer                    | 7           | 7           |  |  |                  |                                         |                                 |                                         |                                         |   |     | 3          | M Hermans M Veldheer    | 7                       | 1                          | [10]                       |   |    |        |        |        |        |        |  |
|  | Alt         | D Donders S Klaassen                    | 4                                       | 6           | [5]         |  |  |                  |                                         |                                 | S Kielan F Pieczonka                    | 65                                      | 6 | [7] |            |                         |                         |                            |                            |   |    |        |        |        |        |        |  |
|  |             | S Kielan F Pieczonka                    | 6                                       | 3           | [10]        |  |  |                  | S Kielan F Pieczonka                    | S Kielan F Pieczonka            | 6                                       | 6                                       |   |     |            |                         |                         |                            |                            |   |    |        |        |        |        |        |  |
|  |             | L Britto A Huertas del Pino             | 3                                       | 7           | [7]         |  |  | 2                | F Duda N Oberleitner                    | F Duda N Oberleitner            | 4                                       | 4                                       |   |     |            |                         |                         |                            |                            |   |    |        |        |        |        |        |  |
|  | 2           | F Duda N Oberleitner                    | 6                                       | 65          | [10]        |  |  |                  |                                         |                                 |                                         |                                         |   |     |            |                         |                         |                            |                            |   |    |        |        |        |        |        |  |